# Eukiefferiella subalpina
Eukiefferiella subalpina är en tvåvingeart som först beskrevs av Maurice Emile Marie Goetghebuer 1934.  Eukiefferiella subalpina ingår i släktet Eukiefferiella och familjen fjädermyggor.
Artens utbredningsområde är Tyskland. Inga underarter finns listade i Catalogue of Life.